# Solanum ferocissimum
Solanum ferocissimum är en potatisväxtart som beskrevs av John Lindley. Solanum ferocissimum ingår i släktet skattor som ingår i familjen potatisväxter. Inga underarter finns listade i Catalogue of Life.